# Love Story (F.C. De Kampioenen)
Love Story is de 13e en laatste aflevering van de 4e reeks van F.C. De Kampioenen. Deze aflevering heeft voor heel wat opschudding gezorgd vanwege haar bizarre einde.

## Kritiek op weggetoverde Oscar
Op 25 december 1993 werd deze aflevering, onder regie van Eric Taelman, voor de eerste keer uitgezonden op de Vlaamse openbare omroep BRT. Op voorhand was al geweten dat Love Story de laatste aflevering zou zijn waarin het personage Oscar Crucke te zien is, aangezien vertolker Carry Goossens in datzelfde jaar de Vlaamse openbare omroep zou verruilen voor de commerciële zender VTM. Het einde ging zo: Xavier Waterslaeghers (Johny Voners) wil op het einde van de aflevering zijn verdwijntruc uitproberen op Oscar.
Oscar gaat zitten, Xavier legt een jas over hem, spreekt een toverspreuk uit en de populaire cafébaas en trainer van de cafévoetbalploeg is verdwenen. De plateau met twee volle pintjes en zijn trainershoedje liggen nog op de stoel. Dat einde kreeg echter veel kritiek omdat het zo surrealistisch is. Daarom werd het slot van de aflevering Love Story opnieuw opgenomen met een realistischer einde: wanneer Oscar hoort dat zijn vader (Roger Bolders) en ma DDT (Jenny Tanghe) samen naar Tenerife zijn, vertrekt hij met de woorden Mannekes (Mannen), als ge mij nodig hebt, ik ben in Tenerife.
De eerste versie is slechts één keer uitgezonden. Tijdens heruitzendingen en op de dvd-box staat de tweede versie. Frank Van Laecke schreef het scenario. Hij heeft het oorspronkelijke einde van de aflevering Love Story bedacht. Hij gaf dertig jaar later toe dat hij dit eerste scenario uit een soort wraak schreef. Hij verklaarde in de vierdelige documentaire Voor altijd kampioen uit 2021 ontgoocheld te zijn over zijn vertrek en begreep diens keuze om een nieuwe uitdaging aan te willen gaan niet.
Goossens kreeg van VTM het aanbod om Jef Van den Sande te spelen in haar nieuwe sitcom Lili en Marleen en verliet daarom de reeks. Volgens Frank Van Laecke verdween veel authenticiteit uit F.C. De Kampioenen, vanwege het vertrek van twee hoofdpersonages: Oscar en Pico Coppens (Walter Michiels). Van Laecke noemde Goossens' vertrek een kantelpunt in de serie, maar gaf toe Oscar 'nu' een "mooier" afscheid te willen geven. Van Laecke stopte in 1995 met schrijven voor de reeks.
Carry Goossens' vertrek viel daarnaast helemaal niet in goede aarde bij de openbare omroep VRT. In september 2018 verklaarde hij dat hij tien jaar lang niet welkom was in de VRT-gebouwen. Aldus Goossens: "Ik stond op een soort blacklist (NB: een zwarte lijst). Toen de serie haar tiende verjaardag vierde, had men (NB: hij bedoelt zijn voormalige collega's en ander personeel) er niets op tegen. Echter, toen de VRT-bazen er lucht van kregen werd ik prompt verbannen van de festiviteiten."
De aflevering is benevens het personage Oscar Crucke ook de laatste aflevering waarin het personage Pico Coppens te zien is. Zijn vertolker Walter Michiels kreeg beperkte schermtijd en is slechts te zien in twee scènes, hoewel zijn personage het hele seizoen wat op de achtergrond was gebleven. Hierbij kan het opvallen dat de verhaallijn rond Doortjes ontslag als boekhoudster bij garagehouder Dimitri De Tremmerie (Jacques Vermeire) – "Ma DDT" dankt haar af wanneer Dimitri niet thuis is en hij de auto van Oscars vader takelt – weinig aandacht krijgt.
De enige keer dat men Pico Coppens te zien krijgt als centraal personage is tijdens een scène in zijn appartement, tijdens een telefoongesprek waarbij Pico de woorden van zijn vrouw Doortje (Ann Tuts) reciteert tegen Dimitri aan de andere kant van de lijn. Vervolgens ontbreekt hij nagenoeg de gehele aflevering. In de laatste scène is Pico weer van de partij en is getuige van de beruchte truc van Xavier op Oscar. Pico's vertrek gebeurde buiten het seizoen en werd niet op televisie getoond. Michiels werd in het tussenseizoen ontslagen door de openbare omroep en werd met ingang van de 5e reeks vervangen door Ben Rottiers, die tot het einde van de serie (2011) het personage Pol De Tremmerie zou spelen.

## Cast
Hoofdpersonages
- Marijn Devalck (Balthazar Boma)
- Loes Van den Heuvel (Carmen Waterslaeghers)
- Johny Voners (Xavier Waterslaeghers)
- Ann Tuts (Doortje Van Hoeck)
- Walter Michiels (Pico Coppens)
- An Swartenbroeckx (Bieke Crucke)
- Danni Heylen (Pascale De Backer)
- Carry Goossens (Oscar Crucke)
- Herman Verbruggen (Marc Vertongen)
- Jacques Vermeire (Dimitri De Tremmerie)

Gastacteurs
- Jenny Tanghe (Georgette Verreth)
- Roger Bolders (Amedee Crucke)

## Creatieve team
- Scenario: Frank Van Laecke
- Script editor: Wout Thielemans
- Decor: Paul Degueldere
- Decoropbouw: Etienne Vidal, Erwin Govaert
- Interieurs: Ria Van Eyndhoven
- Kostuumadvies: Janice Van der Meirsch
- Kleding: Hilde Collaers, Linda Van Gelder
- Schmink: Rita Schagt, Jeanine Coopmans
- Goocheladvies: The Ashras Magic vzw
- Tekst-assistentie: Linda Van Gelder
- Titelmuziek: Guido Van Hellemont
- Machinisten: Danny Maes, Frank Vingerhoets, Herman Waterschoot
- Geluid: Hubert Hofmans, Henk Devos, Jo Jacobs, Kurt Martens, Leo Theunissen, Hugo Van Houtven, Felix Verschaeren
- Belichting: Miel Vrebos, Jean-Paul Demol, Jan Torfs, Gerald Van den Nest
- Beeldcorrectie: Mark Moyson
- Camera: Jan Buytaert, Roland Goossens, Roger In-'t-Ven, Marc Vandervorst, Griet Van Eycken
- Beeldwisseling: Dirk Dhelft
- Montage: Pascal Galle, Marc Voets
- Technische leiding: Danny Smets
- Opnameleiding: Marc Scheers
- Productie- en regieassistentie: Betty Meus
- Productie: Bruno Raes
- Regie: Eric Taelman

## Trivia
- Deze aflevering werd 11 maart 2009 speciaal uitgezonden ter ere van het overlijden van Jenny Tanghe, die jarenlang de rol van Georgette Verreth speelde.